# Темирханов, Ержан Оралович
Ержан Оралович Темирханов (каз. Ержан Оралұлы Темірханов, род. 1980, Караганда, Казахская ССР, СССР) — казахстанский государственный деятель, аким Октябрьского района Караганды (2013—2017), аким города Сарань Карагандинской области (2017—2023).

## Биография
Родился 14 августа 1980 года в городе Караганде.
Высшее юридическое образование получил в Карагандинском юридическом институте, а высшее экономическое — в Карагандинском государственном университете имени Букетова.
В 2002—2005 годах работал в департаменте таможенного контроля по городу Алма-Ате. В 2005—2008 годах работал руководителем алма-атинского ТОО «Терма-Аксай» в том же городе. В 2009—2011 годах работал директором карагандинского ТОО «Горнорудная компания» в городе Караганде. В 2011 году работал начальником управления проблемных долгов алма-атинского АО «БТА Банк».
С 15 марта 2012 года по 11 марта 2013 года занимал должность начальника управления предпринимательства и промышленности в акимате Карагандинской области.
12 марта 2013 года был назначен заместителем акима города Караганды. Занимал эту должность до 26 июня 2013 года.
1 июля 2013 года был назначен акимом Октябрьского района этого же города.
15 мая 2017 года был назначен на должность акима города Сарань Карагандинской области.
В августе 2023 года покинул пост акима города Сарань в связи с тем, что срок трудового договора истёк ещё 15 мая 2023 года, и перешёл в кадровый резерв. 

## Личная жизнь
Состоит в браке, имеет шестерых детей.

## Хобби
Увлекается триатлоном, в 2018 году принял участие в международном соревновании IRONMAN, проходившем в Италии.
Является активным пользователем TikTok, куда выкладывает видеоролики о своём свободном времени, о работе, о городе. По состоянию на 21 апреля 2022 года у него было 45 тысяч подписчиков.